# Scott Krinsky
Scott Krinsky, né le 24 novembre 1968 à Washington (district de Columbia), est un acteur et comique de Los Angeles.
Il est plus spécialement connu pour le rôle de Jeff Barnes dans la série télévisée Chuck diffusée sur NBC et le rôle de Darryl dans Newport Beach (The O.C.).  

## Biographie
Scott Krinsky est né à Washington D.C. en 1968 et a étudié à l'université de Salisbury où il fut promu en Communication et journalisme. Il a suivi également des cours à l'école épicurienne des arts culinaires de Los Angeles. En plus d'être acteur, il est comédien, et il se produit sur scène dans des stand-up (monologues comiques) à Los Angeles.

## Filmographie

### Cinéma
- 1994 : I'll Do Anything : Focus membre du groupe
- 2001 : Cutting Tom Finn : Harry
- 2005 : The Dry Spell : Père de Josey
- 2006 : Shamelove : Clochard
- 2006 : Love Made Easy : acheteur potentiel
- 2006 : Drain Baby : M.. Jenkins
- 2011 : Transformers 3 : La Face cachée de la Lune : Assistant de l'étage "Canari"
- 2015 : Tangerine de Sean Baker

### Télévision
- 2005 : FBI : Portés disparus (1 épisode) : Blurry Man
- 2006 - 2007 : Newport Beach (The O.C.) (5 épisodes) : Darryl
- 2007 - 2012 : Chuck : Jeffrey "Jeff" Barnes (91 épisodes)
- 2009 : Parks and Recreation (1 épisode) : Norm, le gardien de Zoo